# Universitat de Münster

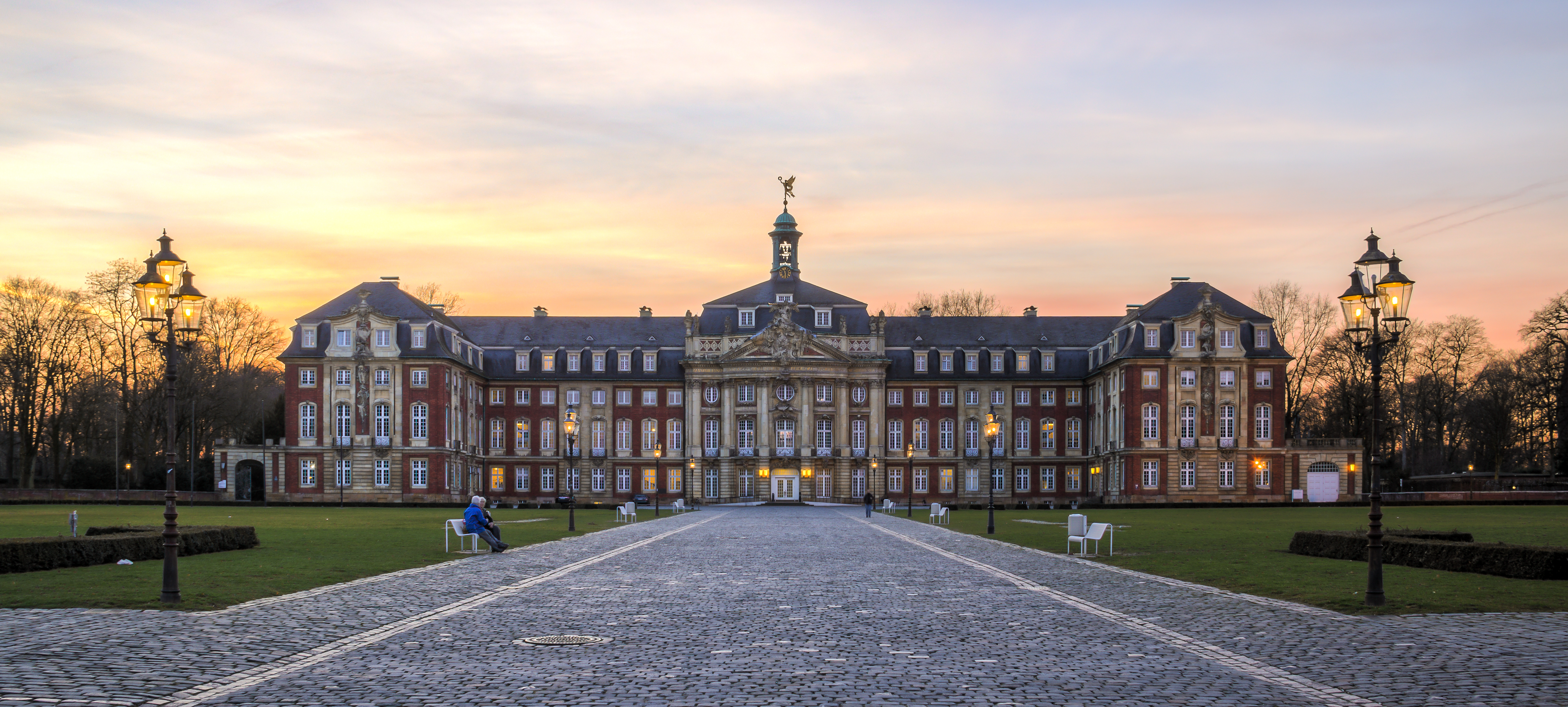
L'Schloss és el centre administratiu

La Universitat de Münster (alemany: Westfälische Wilhelms-Universität Münster, WWU) és una universitat pública localitzada a la ciutat de Münster, Rin del Nord-Westfàlia, Alemanya. Va ser inaugurada el 16 d'abril de 1780, formada inicialment per 4 facultats: Teologia, Filosofia, Dret i Medicina.
Amb més de 45.000 estudiants (curs 19/20) i 120 camps d'estudi dins de 15 departaments, és una de les universitats més grans d'alemanya.

## Facultats
- Facultat de Teologia protestant
- Facultat de Teologia catòlica
- Facultat de Dret
- Facultat d'economia
- Facultat de Ciències de la Salut
- Facultat de Filosofia
- Facultat de Matemàtiques i Ciències Naturals
- Facultat de Música (Musikhochschule Münster)

## Llocs d'interès
La biblioteca central de la universitat és la Universitäts- und Landesbibliothek Münster (ULB), la qual és també la biblioteca regional de la regió de Westphalia. A finals del 2019, la biblioteca conté més de 6.6 milions de volums i 1.2 milions en format online.
La universitat també posseeix un jardí botànic creat l'any 1803, conegut com el Botanische Garten.